# Willem van Haren (1710-1768)

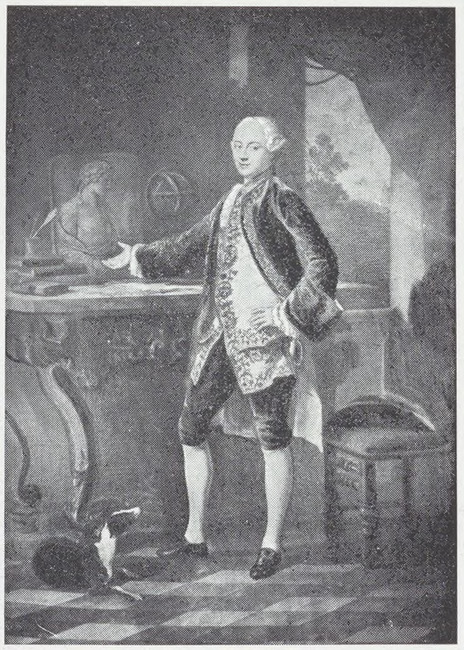
Willem van Haren

Willem van Haren (Leeuwarden, 21 februari 1710 – Sint-Oedenrode, 4 juli 1768), broer van Onno Zwier van Haren, was een Nederlands jonker, dichter, politicus, diplomaat en criticus van het koloniale bewind.

## Levensloop
Van Haren studeerde aan de Universiteit van Franeker en later te Groningen. Hij was lid van de familie Van Haren en een zoon van Adam Ernst van Haren (1683-1717), grietman van Het Bildt. Na het overlijden van zijn grootvader Willem van Haren in 1728 volgde hij deze op als grietman van Het Bildt. Op zijn landgoed werden aardappelen verbouwd, die werden geconsumeerd door Amsterdamse weeskinderen.  In december 1732 vernielde een brand in zijn woning bij Sint Annaparochie zijn bibliotheek en daarmee het Dagverhaal van Daam van Haren, den watergeus. Met zijn echtgenote, Marianne Charles, die in het gevolg van prinses Anna in de Nederlanden gekomen was, bewoonde hij het huis te Sint Annaparochie, tot zijn benoeming in de Staten-Generaal (1740) waar hij weldra met zijn opwekking om deel te nemen aan de Oostenrijkse Successieoorlog, ook als dichter optrad. Van Haren schreef een verontwaardigd gedicht over de Bataviaase Furie, waarbij minstens 5.000 Chinezen de dood vonden. In 1744 stelde de Friese afgevaardigde dat de Sociëteit van Suriname nu wel voldoende had verdiend aan de kolonie en voortaan zelf voor de defensie moest opdraaien of de kolonie moest overdragen.
Toen Nederland in de oorlog gewikkeld raakte, werd hij gedeputeerde te velde, tot februari 1748. Als kwartierschout van het Kwartier van Peelland woonde hij bij Sint-Oedenrode, waar hij Kasteel Henkenshage had gekocht. Gedurende zijn afwezigheid leed hij onherstelbare verliezen van zijn Friese goederen. Van Haren werd gevolmachtigde bij het hof te Brussel, maar raakte door een tweede huwelijk in 1759 met zijn huishoudster, Catharina Louise Natalis, uit de gunst van prinses Anna. Ook zijn neef Douwe Sirtema van Grovestins, de opperstalmeester van prinses Anna, kwam in de problemen.
Van Harens omstandigheden werden steeds benarder. Zo waren er moeilijkheden in Sint Annaparochie, waarbij boeren werden beboet en uit wraak zijn kasteel plunderden. In 1763 moest hij zijn grietenij verkopen en in 1767 brak hij zijn dijbeen. Van Haren maakte op 58-jarige leeftijd op Henkenshage een einde aan zijn leven door zich te vergiftigen.
Een van zijn buitenechtelijke dochters, Henriëtte Amalia de Nerah, was de geliefde van Mirabeau, een Franse revolutionair.
Van Haren had ook twee kinderen bij Maria Crullers: Adam Ernst (1734) en Wilhelmina Frederika (1736).

## Weetje
Nadat Van Haren zich had vergiftigd, nam lijkschouwer Jan van Stratum op het kasteel uit een doosje anderhalf 'snoepje'. Het geleken suikerboontjes, waar de suiker af was, verklaarde hij aan de dokter. Hij overleed binnen een jaar aan vergiftigingsverschijnselen.

## Werk
- Ter onsterfelyker en hoog-loffelyker gedachtenis van de hoog-wel-geboren vrouwe mevrouwe Amelia Wilhelmina Henrietta baronnesse du Tour, douarière van ... Adam Ernst van Haren ... : myne ... moeder; spreekende ingevoerd : in den Heere gerust den XIII November MDCCXXXI ...[a] (Leeuw. 1732), zijn eerste gedicht.
- Gevallen van Friso, koning der Gangariden en Prasiaten[b][c] (Amst. 1741, 1758);
- Woest Batavia, (1740)
- Leonidas. Herodot. lib. VII.[d] (1742)
- Leonidas en Lierzangen (Leeuw. 1742)
- Verzameling van gedichten van, voor en tegen Jr. Willem van Haren, grietman op het Bildt: en wegens de provincie van Vriesland, gecommitteerden in het college van de Edele Hoog Mog: Heeren Staaten Generaal der Vereenigde Nederlanden, enz., enz., enz[e] (1742)
- Het Menschelijk Leven (1760)
- Dichterlijke werken van Willem en Onno Zwier van Haren[f][g][h][i][j][k] (1824-1827) ( 6 delen)
- Hareniana. Brieven van W. en O.Z. van Haren[l] (1876)